# BI-637
La Autovía Kukularra-Sopela o  BI-637 , más conocida como La Avanzada o Corredor de Uribe Kosta, es una autovía provincial de Vizcaya que transcurre desde Erandio a Sopelana, en España, vertebrando la Margen Derecha de la ría de Bilbao, así como la comarca de Uribe Kosta, siendo la principal conexión por carretera de dichas comarcas con la capital de la provincia. Actualmente está convertida en autovía desde el Alto de Kukularra, en el término municipal de Erandio ( BI-30 ) a Larrabasterra ( BI-634 ), en el término municipal de Sopelana. Está proyecto la prolongación hasta Plencia.

## Tramos
| Denominación | Tramo | Año servicio              | km      |
| ------------ | --- | ------------------------- | ------- |
| BI-637       | Arriaga BI-30 - Rotonda de Erandio-Goikoa | 1983                      | 1       |
| BI-637       | Rotonda de Erandio-Goikoa - Landabarri Subtramo provisional: Soterramiento de la Avenida Iparragirre (Lejona) Tramo completo: Rotonda de Erandio-Goikoa - Landabarri Soterramiento completo de La Avanzada (Lejona) | 1988 1989 Inicio de obras | 1 4 0,8 |
| BI-637       | Landabarri - Algorta | 1995                      | 1       |
| BI-637       | Algorta - Berango | 1999                      | 2,5     |
| BI-637       | Berango - Larrabasterra | 2006                      | 2       |